# Ali Shadmani
Ali Shadmani, né à Hamadan et mort le 17 juin 2025 à Téhéran, est un officier militaire iranien commandant des Gardiens de la révolution islamique.

## Biographie
Ali Shadmani naît à Hamadan. 
Il prend la tête de l’armée iranienne le 13 juin 2025, après la mort de son prédécesseur, Gholam Ali Rashid. L'armée israélienne annonce avoir tué le 17 juin 2025 Ali Shadmani, dans une frappe nocturne à Téhéran.